# چکاوک گنجشکی تاج‌خاکستری
چکاوک گنجشکی تاج‌خاکستری (نام علمی: Eremopterix griseus) نام یک گونه از سرده چکاوک‌های گنجشکی است.